# Ingrid Stöckl (Politikerin)
Ingrid Stöckl (* 2. Mai 1954 in Esslingen am Neckar) ist eine deutsche Politikerin der SPD und ehemaliges Mitglied der Hamburgischen Bürgerschaft.

## Parteifunktionen und Mandat
Im Jahr 2000 wurde Stöckl zur stellvertretenden Landesvorsitzenden der SPD in Hamburg gewählt.
Stöckl war in der 17. Wahlperiode (2001–2004) Mitglied der Hamburgischen Bürgerschaft. Im Jahr 2004 gehörte sie zur Gruppe der Abgeordneten, die stellvertretend am Matthiae-Mahl teilnahmen. Sie wurde nicht wieder aufgestellt für die Wahl zur 18. Bürgerschaft.